# 大和田聡子
大和田 聡子（おおわだ としこ、1963年 - ）は、日本の料理人、ワインアドバイザーである。既婚。
東京都生まれ。父は小麦育種家で、「コユキコムギ」の開発者。小学校から高等学校に至るまでを岩手県盛岡市で過ごす。
茨城大学で心理学を学ぶ。30歳を過ぎてから父の開発したコユキコムギを用いて独学でパンを焼き始めた。
平成15年5月16日、東京都目黒区にパン店の「ワルン・ロティ」を開業した。
女性創業者としてマスメディアでも取り上げられた。

## 著書
- 自宅でパン屋をはじめました　河出書房新社 - 2004年
- 世界のラッキーアイテム77　ヨーロッパ編　ダイヤモンド・ビッグ社 - 2005年　地球の歩き方books
- おいしいパンの見つけ方　技術評論社 - 2005年
- 麦畑からお届けするパン屋です 自然食通信社 - 2007年
- おいしいパンを召しあがれ！ （作画：田中つかさ） 実業之日本社 - 2010年　※コミカライズ作品